# Boana microderma
Boana microderma é uma espécie de anfíbio da família Hylidae. Pode ser encontrada no Brasil, Peru e Colômbia.